# Mark Hadlow

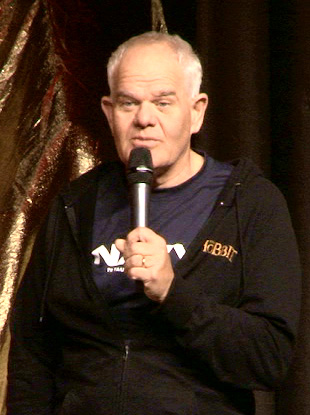
Mark Hadlow 2015 auf der Hobbitcon III in Bonn

Mark Selwyn Hadlow ONZM (* 1957 in Walgett, New South Wales) ist ein australisch-neuseeländischer Schauspieler und Comedian.

## Leben
In Australien geboren, zog Mark Hadlow im Alter von neun Jahren mit seiner Familie nach Neuseeland. Hadlow, der außerdem Marineleutnant der Reserve ist, arbeitet hauptsächlich als Schauspieler, Regisseur und Produzent am Court Theatre in Christchurch.
Außerdem gilt er in seinem Heimatland als populärer Comedian, bekannt aus Sitcoms wie Willy Nilly und der The Billy T James Show an der Seite des Maori-stämmigen Comedians Billy T James. Hadlow hat ein Hörbuch mit dem Titel Tall Tales veröffentlicht, in dem er klassische Kindergeschichten erzählt.
In der Verfilmung von J. R. R. Tolkiens Roman Der Hobbit durch Regisseur Peter Jackson übernahm Hadlow die Rolle des Zwergs Dori und erweckte außerdem den Troll Bert durch Motion Capture zum Leben. Dies ist nicht die erste Zusammenarbeit mit Peter Jackson, mit dem er bereits bei King Kong und Meet the Feebles gearbeitet hatte.

## Filmografie (Auswahl)
- 1980: Ohne jeden Zweifel (Beyond Reasonable Doubt)
- 1981: Strange Behavior
- 1981: Der Kampfkoloß (Warlords of the 21st Century)
- 1982: Klynham Summer
- 1983: Insel der Piraten
- 1984: Constance
- 1988: Just Me and Mario
- 1990: Meet the Feebles
- 1992: Absent Without Leave
- 1995: Bonjour Timothy
- 2005: King Kong
- 2006: The Waimate Conspiracy
- 2008: Last of the Living
- 2009: No Petrol, No Diesel!
- 2010: The Holy Roller
- 2012: Der Hobbit: Eine unerwartete Reise (The Hobbit: An Unexpected Journey)
- 2013: Der Hobbit: Smaugs Einöde (The Hobbit: The Desolation of Smaug)
- 2014: Der Hobbit: Die Schlacht der Fünf Heere (The Hobbit: The Battle of the Five Armies)
- 2018: Mortal Engines: Krieg der Städte (Mortal Engines)